# Pont dels Esquellerincs
El Pont dels Esquellerincs és una obra de la Vall de Bianya (Garrotxa) inclosa a l'Inventari del Patrimoni Arquitectònic de Catalunya.

## Descripció
És un pont d'origen medieval. Per ell passava l'antic camí que des de Castellfollit i per la vall de Colldecarrera, portava a les terres del Ripollès. Està ubicat al barranc del Pagès, al final de la ribera-torrent de Porreres. Actualment el pont quasi no es veu, amagat sota la frondosa vegetació. Té una sola arcada recolzada a la roca de les vores del torrent, a considerable alçada de les aigües. Hom hi pot veure els forats deixats al desmuntar-se la bastida de fusta.